# Rachel Talalay
Rachel Talalay (* 16. Juli 1958 in Chicago, Illinois) ist eine US-amerikanische Film-Regisseurin, -Produzentin und -Drehbuchautorin; außerdem Professorin an der University of British Columbia (Kanada).

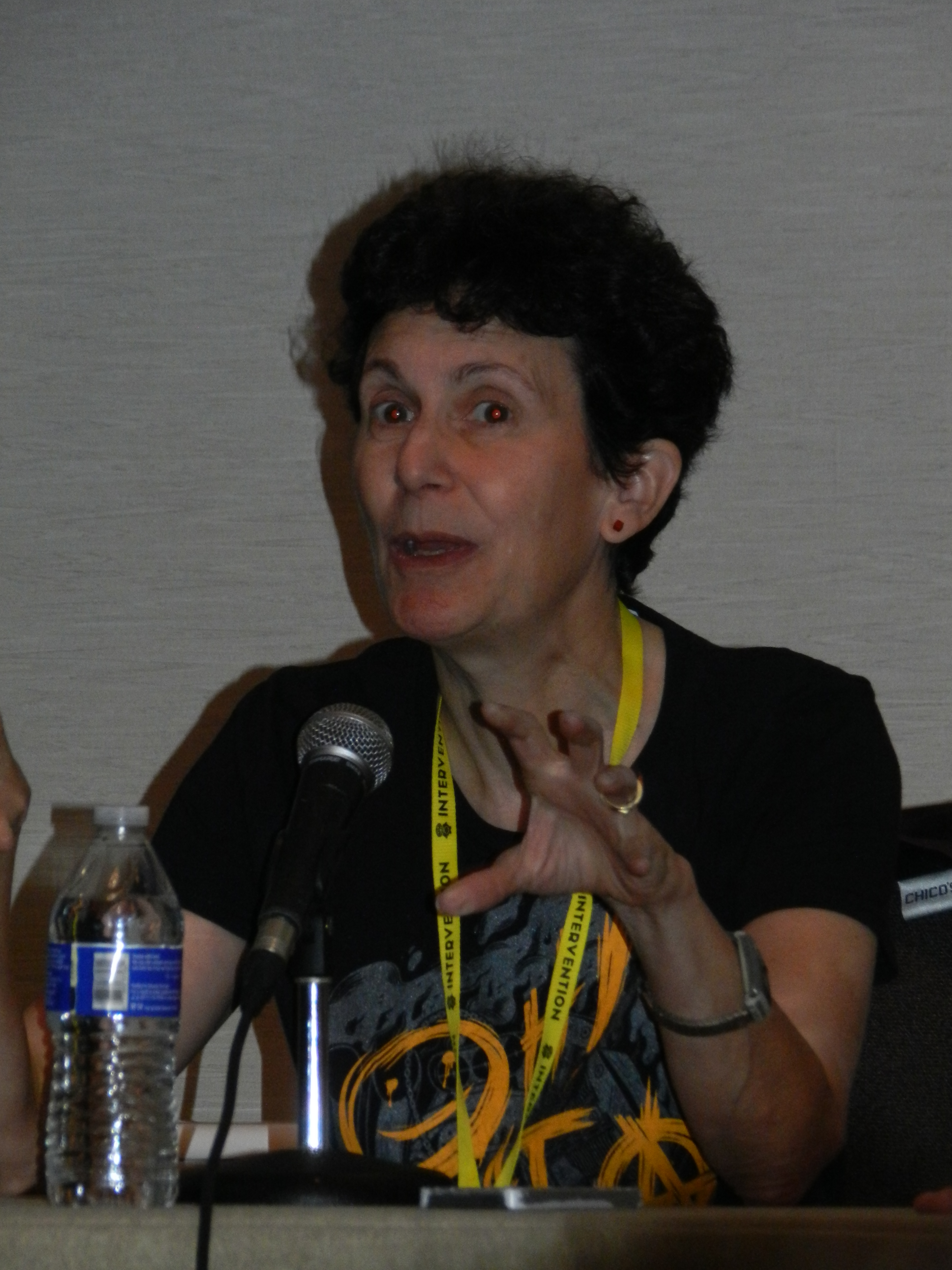
Rachel Talalay, 2016

## Leben
Talalays Mutter Pamela ist eine englische Biochemikerin, ihr Vater Paul ein Pharmakologe aus einer russisch-jüdischen Familie in Berlin; sie hat zwei Schwestern und einen Bruder und wuchs größtenteils in Baltimore auf. Zwei Jahre ihrer Kindheit verbrachte sie in Großbritannien.
Aufgrund des Drängens ihrer akademischen Eltern besuchte Talalay die Yale University und studierte das naturwissenschaftliche Fach Mathematik, in dem sie 1980 promovierte. Sie leitete auch die Yale Film Society und arbeitete in Baltimore als Computeranalystin.
Heute ist sie mit dem Filmproduzenten Rupert Harvey verheiratet und Mutter zweier Kinder.

## Werk
Als Produktions-Assistentin stieg Talalay 1981 für den Film Polyester von John Waters ins Filmgeschäft ein.
1985 wurde sie für den Horrorfilm Nightmare II – Die Rache Produktions-Managerin und Line-Producerin für Nightmare III – Freddy Krueger lebt. Für Freddy’s Finale – Nightmare on Elm Street 6 (1991) schrieb sie das Drehbuch und führte Regie. 1993 produzierte sie die Serie Space Rangers, die jedoch nach sechs Episoden eingestellt wurde. 1997 war sie als Produzentin an dem Film Ein Fall für die Borger beteiligt.
1995 führte sie Regie in der Comic-Verfilmung Tank Girl. Seitdem hat Rachel Talalay überwiegend bei Fernsehserien wie zum Beispiel Without a Trace – Spurlos verschwunden, Ally McBeal, Dead Zone, Supernatural oder Doctor Who Regie geführt. Mit Sherlock – The Six Thatchers inszenierte sie 2016 eine Folge der Serie Sherlock. Insgesamt umfasst ihr Schaffen als Regisseurin mehr als 50 Film- und Fernsehproduktionen.
2019 führte sie für den Streaming-Anbieter Netflix Regie für die Familien-Film-Adaption des dreibändigen Kinderbuchs A Babysitter’s Guide To Monster Hunting („Ein Babysitting-Leitfaden für die Monster-Jagd“) von Joe Ballarini.

## Filmografie

### Als Produzentin (Auswahl)
- 1987: Nightmare III – Freddy Krueger lebt (A Nightmare on Elm Street 3: Dream Warriors)
- 1988: Hairspray
- 1988: Nightmare on Elm Street 4 (A Nightmare on Elm Street 4: The Dream Master)
- 1990: Cry-Baby
- 1990: Nachhilfe in Sachen Liebe (A Book of Love)
- 1997: Ein Fall für die Borger (The Borrowers)

### Als Regisseurin (Auswahl)
- 1991: Freddy’s Finale – Nightmare on Elm Street 6
- 1993: Der Killer im System (Ghost in the Machine)
- 1995: Tank Girl
- 2003: Mann heiratet nur zweimal
- 2014–2017, 2023: Doctor Who (Fernsehserie, 8 Folgen)
- 2020: A Babysitter’s Guide to Monster Hunting

## Auszeichnungen
- 2006: Leo Award in der Kategorie Regie Serie/Drama für Terminal City - Episode 8
- 2007: Dto. Kategorie Serie bzw. Programm/Kinder & Jugendliche für Wind in the Willows

Für den Leo Award war sie mit verschiedenen Werken auch in mehreren anderen Jahren in verschiedenen anderen Kategorien nominiert.
2022 wurde sie als Regisseurin („Director“) in die Academy of Motion Picture Arts and Sciences (AMPAS) berufen, die alljährlich die Oscars vergibt.